# Trentepohlia (Mongoma) tenuicercus
Trentepohlia (Mongoma) tenuicercus is een tweevleugelige uit de familie steltmuggen (Limoniidae). De soort komt voor in het Australaziatisch gebied.